# Rubén Sánchez Montero
Rubén Sánchez Montero (Mejorada del Campo, 3 de juliol del 1987) és un exfutbolista i celebritat espanyol. Jugava de migcampista.
Format al planter de l'Atlètic de Madrid, va debutar en Segona Divisió amb el Llevant UE la temporada 2008/09, jugant poc més de 100 minuts en cinc partits. Posteriorment militaria a l'Ontinyent CF, Gandia CF i fins i tot jugaria a Polònia.
El 2014 pateix problemes anímics que el porten a abandonar el futbol i a cancel·lar la seua boda tres mesos abans que se celebrés. Aquell mateix any ix a Mujeres y hombres y viceversa. L'estiu del 2014 fitxa per l'Atlético Loeches com a entrenador de juvenils. El 2020 forma part del ventall del programa de televisió La isla de la tentaciones, on sedueix una participant anomenada Estefanía. Al reality show hi feia de temptador, i tenia la missió de seduir les concursants.